# جيمس توماس نورمان
جيمس توماس نورمان (بالإنجليزية: James Thomas Norman)‏ هو لاعب كرة قدم أمريكية أمريكي، ولد في 2 يناير 1934 في Fort Monroe ‏ في الولايات المتحدة.

## وصلات خارجية
- جيمس توماس نورمان على موقع مرجع كرة القدم المحترفة.كوم (الإنجليزية)